# Sandsjön (Härryda kommun)
Sandsjön är en sjö i Härryda kommun i Västergötland och ingår i Kungsbackaåns huvudavrinningsområde. Sjön är 22 meter djup, har en yta på 0,294 kvadratkilometer och befinner sig 102,6 meter över havet. Sjön avvattnas av vattendraget Sandsjöbäcken.

## Delavrinningsområde
Sandsjön ingår i det delavrinningsområde (639606-129344) som SMHI kallar för Mynnar i Västra Ingsjön. Medelhöjden är 124 meter över havet och ytan är 12,53 kvadratkilometer. Det finns inga avrinningsområden uppströms utan avrinningsområdet är högsta punkten. Sandsjöbäcken som avvattnar avrinningsområdet har biflödesordning 2, vilket innebär att vattnet flödar genom totalt 2 vattendrag innan det når havet efter 32 kilometer. Avrinningsområdet består mestadels av skog (77 %). Avrinningsområdet har 3,09 kvadratkilometer vattenytor vilket ger det en sjöprocent på 7,6 %. Bebyggelsen i området täcker en yta av 0,84 kvadratkilometer eller 2 % av avrinningsområdet.